# Rhamnus laoshanensis
Rhamnus laoshanensis là một loài thực vật có hoa trong họ Táo. Loài này được D.K. Zang miêu tả khoa học đầu tiên năm 1999.